# Carlos V de França
Carlos V de França (Vincennes, 21 de janeiro de 1338 – Paris, 16 de setembro de 1380), também conhecido como o Sábio, foi o Rei da França de 1364 até sua morte. Era filho do rei João II e sua esposa Bona de Luxemburgo.

## Biografia
Carlos V nasceu no Castelo de Vincennes, Vincennes, filho do rei João II e de Bona do Luxemburgo. Os seus irmãos mais novos foram Luís de Anjou, João de Berry e Filipe II da Borgonha. Em Abril de 1350, casou com a sua prima Joana, filha de Pedro I de Bourbon. Carlos V foi o primeiro herdeiro do trono francês a usar o título de Delfim de França.
Foi chamado à governação do seu país ainda em vida do seu pai, que tinha sido feito prisioneiro pelos ingleses na batalha de Poitiers (1356). Com apenas dezoito anos, assumiu a regência de França e enfrentou gravíssimos problemas sociais, como a insurreição de Paris comandada por Étienne Marcel ou a revolta popular da Jacquerie. Para além destes distúrbios, ficou a braços com um país à beira da catástrofe financeira e a responsabilidade de negociar o resgate de João II. Apesar de todas as dificuldades, e talvez por causa delas, Carlos conseguiu manter a serenidade e lidou com os problemas à medida que foram aparecendo. A sua capacidade de organização valeu-lhe o cognome de o Sábio (le Sage).
Em 1364 Carlos tornou-se rei de França, pela morte do pai no cativeiro em Londres (para o qual tinha regressado voluntariamente após a sua libertação na sequência do Tratado de Brétigny), e foi coroado na catedral de Reims.
O resto do seu reinado foi marcado pelos problemas resultantes da Guerra dos Cem Anos. Carlos V insistiu numa política de toca e foge face às invasões inglesas e conseguiu evitar outra derrota tão pesada como Poitiers. A estratégia revelou-se eficaz e, apesar dos danos causados pelas tropas estrangeiras e as companhias livres ao seu país, unificou a sua causa. Com os seus condestáveis Bertrand du Guesclin e Olivier de Clisson, conseguiu recuperar a grande maioria dos territórios cedidos a Inglaterra no Tratado de Brétigny.

Carlos V foi um patrono das artes e criou a primeira biblioteca real de França. Teve por astróloga a famosa Cristina de Pisano ou Pizan.

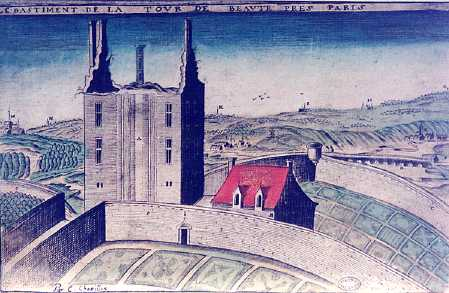
Castelo de Beauté-sur-Marne, gravura de Claude Chastillon, 1610

Não se pode esquecer que seu grande amparo foi Bertrand du Guesclin, que conseguiu mesmo de certa maneira repelir os ingleses. Em 14 de março de 1369, du Guesclin venceu o rei de Castela, Pedro, o Cruel, em Montiel, sudeste de Castela. Carlos V tinha aproveitado de uma trégua, durante a Guerra, para se desembaraçar dos mercenários sem trabalho que perambulavam pelo campo em pilhagens. Desde o reino de Filipe IV o Belo havia se tornado costume recorrer a mercenários, chamados «routiers», para combater na guerra feudal tradicional. Tais cavaleiros respondiam ao apelo de seus suseranos e os seguiam à guerra, mas não eram obrigados a servir mais de 40 dias seguidos por ano. Havia sempre grandes companhias de mercenários ou routiers, pagas por tarefa, disponíveis.

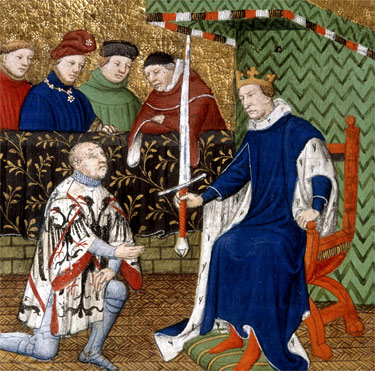
Carlos V nomeia Bertrand Du Guesclin, condestável da França.

Entretanto, quando não as ocupavam as guerras, se livravam a extorsões, correrias e pilhagens às custas dos camponeses. Carlos V pediu assim a Du Guesclin levar tais mercenários para a Espanha, onde o rei de Castela enfrentava a rebelião de seu meio-irmão bastardo, Henrique de Trastamara. Enquanto du Guesclin tomou o partido de Henrique, Pedro o Cruel apelou para os serviços do herdeiro inglês, o Eduardo, o Príncipe Negro, o principal inimigo do rei de França. Du Guesclin de início foi vencido e preso mas depois de sua libertação contra resgate, assegurou em Montiel a vitória definitiva de Henrique que assumiu o trono de Castela como Henrique II — depois de assassinar Pedro. Com sua tarefa executada, Du Guesclin retornou à França e recebeu o título de condestável.
Carlos V morreu no castelo de Beauté-sur-Marne, na atual comuna de Nogent-sur-Marne, bem no momento em que começava o cisma do Ocidente, no qual tomou o partido de Clemente VII contra Urbano VI. Foi ainda em seu reinado que as armas de França mudaram, passando a constituir-se de três flores de lis em ouro, sobre o fundo azul.

## Casamento e posteridade
Casou em 8 de abril de 1350 em Tain-en-Viennois com Joana de Bourbon (nascida em Vincennes, na região de Île-de-France em 3 de fevereiro de 1338 e morta em 6 de fevereiro de 1377 em Paris, sepultada em Saint-Denis) filha de Pedro I de Bourbon duque do Bourbonnais e de Isabel de Valois. Descendentes:
- 1 - João (1359-1364);
- 2 - João (1366-1366);
- 3 - Carlos VI, Rei de França (1368-1422);
- 4 - Luís, Duque d'Orleães (1372-1407), Duque de Touraine 1386, Duque de Orléans 1392, Conde de Valois, Duque de Valois e Conde de Dunois, de Angoulême, de Dreux, Périgord, Beaumont, Soissons 1404, Poitiers, tronco com sua esposa Valentina Visconti (1370-1408) filha de João Galeazo Visconti, Duque de Milão e Isabel de França da Casa de Orleans e Orleans-Angoulême;
- 5 - Joanna (1357-1360 na abadia de St. Antoine-des-Champs);
- 6 - Bonne (n. e m. 1360);
- 7 - Maria (Paris 1370-1377);
- 8 - Isabel (Paris 1373-1378 Paris);
- 9 - Catarina (Paris 1378-1388). Casada em 1386 com João de Berry, Conde de Montpensier.

O rei deixou ainda dois filhos bastardos:
- A. Oudard d'Attainville (Paris 1360-1415) e
- B. com Biette Casine:  Jean de Montaigu (Paris 1363-1409 decapitado Paris), que deixou descendência de seu casamento com Jacqueline, filha de Etienne de La Grange.